# Crémenes (kommunhuvudort)
Crémenes är en kommunhuvudort i Spanien.   Den ligger i provinsen Provincia de León och regionen Kastilien och Leon, i den norra delen av landet, 300 km norr om huvudstaden Madrid. Crémenes ligger 995 meter över havet och antalet invånare är 867.
Terrängen runt Crémenes är huvudsakligen kuperad. Crémenes ligger nere i en dal. Runt Crémenes är det glesbefolkat, med 18 invånare per kvadratkilometer. Närmaste större samhälle är Cistierna, 11,2 km söder om Crémenes. Trakten runt Crémenes består i huvudsak av gräsmarker.